# SeishoCinemaFes
Seisho Cinema Fes（せいしょうしねまふぇす）は、2018年から神奈川県西部を表す西湘地域で開催されている映画祭である。
ロケーション協力などをおこなっているSeisho Cinema Clubが主催する。
第6回目より名称に西湘映画祭を加える

## 概要
第一回、第二回はインディーズフィルムのコンペティションと地元で撮影された作品の上映、第三回はコンペティションのみが行われた。
また第三回よりMV部門が新設された。
短編部門は30分以下の作品、中長編部門は30分以上の作品で分けられている。
2021年4月22日、同年5月15日より開催が予定されていたSeisho Cinema Fes 4thを新型コロナの影響により今秋まで延期する事を発表。
2023年第7回終了時に第8回目を2024年度にはおこなわず、例年年度末におこなっていた会期から約一ヶ月ずらし2025年4月5月に開催する事を発表。

## Seisho Cinema Fes 1st（2017年度）
短編部門
- グランプリ　【今夜新宿で、彼女は】山田佳奈監督
- ベストロケーション賞 【dearTokyo】堀井綾香監督
- ベストアクター【澤田和宏】冬が燃えたら/浅沼直也監督
- ベストアクトレス【広山詞葉】今夜新宿で、彼女は/山田佳奈監督

長編部門
- グランプリ【ゆきおんなの夏】亀山睦実監督
- ベストロケーション賞【11月19日】神山正智監督
- ベストアクター【松本卓也】サーチン・フォー・マイ・フューチャー/松本卓也監督
- ベストアクトレス【中田クルミ】ゆきおんなの夏/亀山睦実監督

短編部門上映作品
- 【今夜新宿で、彼女は】山田佳奈監督
- 【dearTokyo】堀井綾香監督
- 【冬が燃えたら】浅沼直也監督
- 【水戸黄門Z】大川省吾監督:*
- 【父娘】堀越桐郎監督
- 【ケンダマスター】新井健市監督
- 【Coloful】真田幹也監督
- 【くゆるひ】宮原周平監督
- 【大回転ワゴン撃ち】並河信也監督
- 【ジェントリ土手】渡邉高章監督
- 【はりこみ】板垣雄亮監督
- 【親友がいない】太田真博監督

中長編部門上映作品
- 【ゆきおんなの夏】亀山睦実監督
- 【サーチン・フォー・マイ・フューチャー】松本卓也監督
- 【11月19日】神山正智監督
- 【東京コロコロ】宋 叡監督
- 【かべづたいのこ】今村暎一監督

特別上映作品
- 【短編】
  - 【カモン☆ボルテージ】佐藤美百季監督
  - 【私が発芽する日】野本梢監督
  - 【空っぽの渦】湯浅典子監督

- 【長編】
  - 【ソーリーベイベー】田村専一監督

## Seisho Cinema Fes 2nd（2018年度）
短編部門
- グランプリ　【なみぎわ】常間地裕監督
- ベストロケーション賞 【オーロラ・グローリー】永岡俊幸監督
- ベストアクター【サトウヒロキ】見えない、光/高橋良多監督、なみぎわ/常間地裕監督
- ベストアクトレス【祷キララ】初恋モータース/伊藤拓也監督

長編部門
- グランプリ【ユートピア】伊藤峻太監督
- ベストロケーション賞【向こうの家】西川達郎監督
- ベストアクター【鈴木博之】あくまのきゅうさい/三重野広帆監督
- ベストアクトレス【大谷麻衣】向こうの家/西川達郎監督
- ベストアクトレス【板垣まゆ】あくまのきゅうさい/三重野広帆監督

短編部門上映作品
- 【なみぎわ】常間地裕監督
- 【オーロラ・グローリー】永岡俊幸監督
- 【見えない、光】高橋良多監督
- 【ユニバーサル･グラビテーション】磯部鉄平監督
- 【Repeat After Me】渋谷悠監督
- 【AYESHE】小原正至監督
- 【春を殺して】森田和樹監督
- 【初恋モータース】伊藤拓也監督
- 【三つの朝】根岸里紗監督
- 【待つには遠すぎた初恋】四本研祥監督
- 【ZOB】竹中貞人監督
- 【老ナルキソス】東海林毅監督

中長編部門上映作品
- 【ユートピア】伊藤峻太監督
- 【向こうの家】西川達郎監督
- 【あくまのきゅうさい】三重野広帆監督
- 【パンクロックベイビー】吉田麻希監督

特別上映作品
- 【短編】
- 愛しあってる会特集
  - 【アメイジング授賞式】新井健市監督
  - 【ラッキーアクシデント】田島基博監督
  - 【オダワラオダワラ】【オダワライフ】塩出太志監督
  - 【あり。】田村専一監督
  - 【くゆるひ】宮原周平監督

- 【長編】
  - 【左様なら】石橋夕帆監督

## Seisho Cinema Fes 3rd（2019年度）
第3回よりMV（ミュージックビデオ）部門が新設された。
短編部門
- グランプリ　【青に間に合う】山崎あかね監督
- ベストロケーション賞 【正しいバスの見分け方】高橋名月監督
- ベストアクター【伊藤淳二】ストレスフルスイング/山村もみ夫監督
- ベストアクトレス【兎丸愛美】海辺の途中/外山文治監督

長編部門
- グランプリ【おろかもの】芳賀俊監督、鈴木祥監督
- ベストロケーション賞【羊と蜜柑と日曜日】竹中貞人監督
- ベストアクター【イワゴウサトシ】おろかもの/芳賀俊監督、鈴木祥監督
- ベストアクトレス【村田唯】おろかもの/芳賀俊監督、鈴木祥監督

MV部門
- グランプリ【時計のうた】music:ふくしまみさき、高橋良多監督

短編部門上映作品
- 【青に間に合う】山崎あかね監督
- 【海辺の途中】外山文治監督
- 【ストレスフルスイング】山村もみ夫監督
- 【正しいバスの見分け方】高橋名月監督
- 【グラフィティ・グラフィティ！】松尾豪監督
- 【夏の夜の華】髙橋伸彰監督
- 【しらないで】谷口雄一郎監督
- 【コロコロワニのスタンリー】米岡孝監督
- 【ファミリーファミリー】大川裕明監督
- 【ルーツ】渋谷悠監督
- 【ホモソーシャルダンス】東海林毅監督
- 【華やぎの時間】高橋栄一監督
- 【サイキッカーZ 新たなる脅威】木場明義監督
- 【猫、かえる、Cat’s Home】今尾偲監督
- 【次は何に生まれましょう】野本梢監督
- 【ONE TWO THREE】田中亮丞監督
- 【雲梯】川上喜朗監督
- 【多日想果】大門崇監督

中長編部門上映作品
- 【羊と蜜柑と日曜日】竹中貞人監督
- 【ジュリエットとロミオが12人】 太田実監督
- 【おろかもの】芳賀俊監督、鈴木祥監督
- 【テラリウムロッカー】葛里華監督
- 【あなたとの距離について】村上祐介監督
- 【相対性浪漫飛行】坂田航監督

MV部門上映作品
- 【はぐ。】music: aibee、坂田航監督
- 【時計のうた】music:ふくしまみさき、高橋良多監督
- 【フィグリーフ】music:・みやぎけいご、Williy Lau監督

## Seisho Cinema Fes 4th（2020年度）
新型コロナウィルスの影響で開催を2021年3月から2021年9月に延期して開催
短編部門
- グランプリ　【プラス・ワン】樋口幸之助監督
- ベストロケーション賞 【車輪は回る】公文辰也監督
- ベストアクター【中山求一郎】ランチボックス/中神 円監督
- ベストアクトレス【織田美織】シガレット/小嶋貴之監督
- BLEND賞　【けしかすの花】小池 匠監督

- 長編部門

- グランプリ【歌舞伎町ヴァージンジャンプ】小川北人監督
- ベストロケーション賞【コーンフレーク】 磯部鉄平監督
- ベストアクター【GON】コーンフレーク / 磯部鉄平監督
- ベストアクトレス【坂ノ上茜】サファイア/橋本根大監督

MV部門
- グランプリ【灯】music:ELIM、ELIM監督、KIDA YUSUKE監督

短編部門上映作品
- 【独゛dog】岡上亮輔監督
- 【車輪は回る】公文辰也監督
- 【たぶん僕は幸せなんだと思う。】繁田健治監督
- 【左腕サイケデリック】長谷川朋史監督
- 【シガレット】小嶋貴之監督
- 【ペン＆マジック】きしあやこ監督
- 【けしかすの花】小池 匠監督
- 【プラス・ワン】樋口幸之助監督
- 【眼鏡と空き巣】高橋栄一監督
- 【波乱万丈】名倉健郎監督
- 【ランチボックス】中神 円監督
- 【雨のまにまに】金澤勇貴監督
- 【THE TOUCHER 寂しすぎて超能力に目覚めてしまった。】田中大貴監督

中長編部門上映作品
- 【コーンフレーク】磯部鉄平監督
- 【ナナサン】 村口友巳監督
- 【サファイア】橋本根大監督
- 【歌舞伎町ヴァージンジャンプ】小川北人監督

MV部門上映作品
- 【盗蜜】music:ユーリ、ユーリ監督
- 【灯】music:ELIM、ELIM監督、KIDA YUSUKE監督
- 【DADA GAUGAUIN/春の日】Music DADA GAUGAUIN、いまいゆか監督、nin監督 (連盟)
- 【夏っぽいの】Music 人と人、GAZEBO監督
- 【your style】Music ＵＫＩＹＯ、tama-style監督
- 【少しバイバイ】Music 小林未奈、磯部鉄平監督
- 【きみは、ぼくの東京だった】Music グッナイ小形、知多 良監督
- 【灰/ささみ。】Music ささみ。、小池 匠監督
- 【Ｃｅｒｔｕｍｑｕｅ diem】Music 佐々木慧太、Ｈａｒｕ　 田村専一監督
- 【せいいっぱいの恋】Music hy4_4yh、塩出大志監督
- 【〇〇の呟き】Music Chemicalvolume、渡邉高章監督

SeishoCinemaClub ロケ協力作品上映
- 【ビューティフル、グッバイ】　今村暎一監督
- 【童貞幽霊　あの世の果てでイキまくれ!】塩出太志監督
- 【強がりカポナータ】横山翔一監督

特別上映
【クレマチスの窓辺】　永岡俊幸監督
【お百姓さんになりたい】 原村政樹監督
【カンパイ 世界が恋した日本酒】　小西未来監督
【つつんで、ひらいて】 広瀬奈々子監督
弦楽四重奏による映画音楽の演奏会
石井沙和子（チェロ）
蛯名桃子（ヴァイオリン）
村田晃歌（ヴァイオリン）
今井 凛（ヴィオラ）

## Seisho Cinema Fes 5th（2021年度）
5thよりコメディ部門新設
短編部門
- グランプリ　【うたかたの湯】工藤圭以監督
- ベストロケーション賞 【徒然甘々】大門 嵩、祁答院 雄貴監督
- ベストアクター【川久保 拓司】ハッピーデスデー/カツヲ監督
- ベストアクトレス【田口里美】うたかたの湯/工藤圭以監督

長編部門
- グランプリ【アクト】田中夢監督
- ベストロケーション賞【ダイナマイト・ソウル・バンビ】 松本卓也監督
- ベストアクター【田丸大輔】のぞみ / 月足直人監督
- ベストアクトレス【木村梨恵子】あのこを忘れて/谷口雄一郎監督

コメディ部門
- グランプリ　【からまる蛇】小嶋貴之監督
- コメディアン&コメディアンヌ賞【イグロ ヒデアキ】マイ・フィギア・レディ/増本竜馬監督

MV部門
- グランプリ【algaeo】music:SKANK（Nibroll）、望月めいり監督

短編部門上映作品
- 【徒然甘々】大門 嵩、祁答院 雄貴監督
- 【村上・春木のパン屋終劇】市川良也監督
- 【ハッピー・デス・デー】カツヲ監督
- 【つめたいあかり】永岡俊幸監督
- 【恐い恐い怖い】岡本崇監督
- 【女子は敷居を跨げば七人の敵あり】上條大輔監督
- 【I Forget】渡邉高章監督
- 【「あい」をたべる】渡辺 悠太監督
- 【マンガガールズ】大門 嵩、祁答院 雄貴監督
- 【うたかたの湯】工藤圭以監督
- 【あの日のアオ】朝比奈けい監督
- 【風を聴く】高原修一、飛永龍男監督

中長編部門上映作品
- 【アクト】田中夢監督
- 【ダイナマイト・ソウル・バンビ】 松本卓也監督
- 【のぞみ】月足直人監督
- 【あのこを忘れて】谷口雄一郎監督

- コメディ部門上映作品

- 【マンガガールズ】大門 嵩、祁答院 雄貴監督
- 【おまえら、ミュージシャンやめろ！】懸垂ブラザーズ（後藤龍馬、バクザン）監督
- 【マイ・フィギュア・レディ】増本竜馬監督
- 【やっと見つけたよ、吉住君。】繁田健治監督
- 【はちみつイズム】川井田育美監督
- 【誰だと思ってんの？生田だよ】望月亮佑監督
- 【その男ら、職業オネェ！】カツヲ監督
- 【からまる蛇】小嶋貴之監督
- 【ぽくぽく】塩出太志監督
- 【村上・春木のパン屋終劇】市川良也監督
- 【グッジョブ！次郎】山村もみ夫。監督

MV部門上映作品
- 【algaeo】music:SKANK（Nibroll）、望月めいり監督
- 【シンセリアリティ】music:DADA GAUGUIN、あるふぁ＠監督
- 【背中】music:あかたろ、岡崎森馬監督
- 【End roll】music:ユーリ、監督：ユーリ、相沢才永
- 【りあん　アゲハ】music:りあん、監督：鬼木幸治

## 西湘映画祭 Seisho Cinema Fes 6th（2022年度）
第6回よりSeishoCinemaFesの前に西湘映画祭を併記。
第6回 ドキュメンタリーの日として応募作品の中からドキュメンタリー作品が選出され別途上映がおこなわれた。
短編部門
- グランプリ　【ファースト・ピアス】木村ナイマ監督
- ベストロケーション賞 【遠まわりする青】木村凌監督
- ベストアクター【渡部直也】つくもさん/鹿野洋平監督
- ベストアクトレス【河野聖香】ファースト・ピアス/木村ナイマ監督

中長編部門
- グランプリ【キムソジュン】小川北人監督
- ベストロケーション賞【明ける夜に】 堀内友貴監督
- ベストアクター【野村一瑛】J005311 / 河野宏紀監督
- ベストアクトレス【花純あやの】明ける夜に/堀内友貴監督

コメディ部門
- グランプリ　【タイムマシンとスイカ割り】門田樹監督
- コメディアン&コメディアンヌ賞【渡部直也】つくもさん/鹿野洋平監督

MV部門
- グランプリ【It's a beautiful day】music:奇祭、西田ゆうひ監督

短編部門上映作品
- 【ファースト・ピアス】木村ナイマ監督
- 【遠まわりする青】木村凌監督
- 【つくもさん】鹿野洋平監督
- 【あいつのブラジャーとぼくのパンツ】松村慎也監督
- 【八重桜】こでらひな監督
- 【ときめきの栞】シェークMハリス監督
- 【あの日は鮮やかな白】kaorikid監督
- 【単線、日々。】目黒貴之監督
- 【ささくれ】大金康平監督
- 【ミヌとりえ】全辰隆監督
- 【古写真】中村好伸監督

中長編部門上映作品
- 【J005311】河野宏紀監督
- 【明ける夜に】 堀内友貴監督
- 【キムソジュン】小川北人監督

コメディ部門上映作品
- 【和牛を一頭、分けましょう。】杉咲佳穂監督
- 【あいつのブラジャーとぼくのパンツ】松村慎也監督
- 【つくもさん】鹿野洋平監督
- 【徒歩1分のコス】田中亮丞監督
- 【KAMIOKA VENREGERS】吉木敏博監督
- 【タイムマシンとスイカ割り】門田樹監督
- 【ライダーと戦闘員】松浦正太郎監督
- 【この国で、幸せになるの。】市川良也監督
- 【おじちゃまのいえ】ひがし沙優監督

ドキュメンタリーの日上映作品
- 【『交霊とイスラーム：バフシの伝える中央ユーラシアの遺習』】和崎聖日/アドハム・アシーロフ監督
- 【想像と循環】桑原宙監督
- 【New World】岩崎孝正監督
- 【人生ドライブ】城戸涼子監督

MV部門上映作品
- 【ヒトツノカケラ】music: 花奏拓実、花奏拓実監督
- 【It's a beautiful day】music:奇祭、西田ゆうひ監督

## 西湘映画祭 Seisho Cinema Fes 7th（2023年度）
短編部門に特別審査員を導入
ベストアニメーション賞を導入
恋愛FILM部門を新設

短編部門
- グランプリ　【通夜のまえに】木村緩菜監督
- 審査員賞　【通夜のまえに】木村緩菜監督
- ベストアニメーション賞 【双翅始軍雷攻】塩原壁監督
- ベストロケーション賞 【春の結晶】安川徳寛監督
- ベストアクター【倉本琉平】クジラの背中で話すコト/門田樹監督
- ベストアクトレス【松原怜香】駆け抜けたら、海/十川雅司監督
- ベストアクトレス【嶺結】東京ブラッディベリージュースインシデント/大倉寛之監督　　駆け抜けたら、海/十川雅司監督
- BLEND賞（特別賞）【チェ・ヘジン】客観的恋愛談/全辰隆監督

審査員　大橋隆行/小嶋貴之/塩出太志/横山翔一
中長編部門
- グランプリ【ORLIK】haiena監督
- ベストロケーション賞【親子の河】 望月葉子監督
- ベストアクター【ブレイク・クロフォード】左手の夢 / 西川文恵監督
- ベストアクトレス【愛恵】アスク・フォー・ザ・ムーン/大石泰司監督

コメディ部門
- グランプリ　【融解セヨ思考】武子直樹監督
- コメディアン&コメディアンヌ賞【鈴木達也】ぷーん/月足直人監督

MV部門
- グランプリ【次回、納豆ファンク「叫んで！おまめ！」】music:納豆ファンク/近視のサエ子監督

恋愛FILM部門
　　・ グランプリ【クジラの背中で話すコト】門田樹監督
　　・ two wonderful（素敵な２人）賞
　　　【森子曜日】【芽衣子】散歩/スズキシンノスケ監督

短編部門上映作品
- 【アサとヨル】西村洋介監督
- 【フューチャー！フューチャー！】山本ヨシヒコ監督/眞鍋海里総監督
- 【新しい世界】村口知巳監督
- 【口遊】こでらひな監督
- 【東京ブラッディベリージュースインシデント】大倉寛之監督
- 【客観的恋愛談】全辰隆監督
- 【駆け抜けたら、海】十川雅司監督
- 【クジラの背中で話すコト】門田樹監督
- 【カレーの匂いがした】門田樹監督
- 【春の結晶】安川徳寛監督
- 【双翅始軍雷攻】塩原壁監督
- 【通夜のまえに】木村緩菜監督

中長編部門上映作品
- 【親子の河】望月葉子監督
- 【ORLIK】 haiena監督
- 【アスク・フォー・ザ・ムーン】大石泰司監督
- 【左手の夢 】西川文恵監督

コメディ部門上映作品
- 【おまえら、オーディションやめろ！】懸垂ブラザーズ監督
- 【通学路だね。】繁田健治監督
- 【さようなら、あおいの赤いメガネンティティ】巖川虎太郎監督
- 【ぷーん】月足直人監督
- 【GAS NOTE】田村二分の一監督
- 【ボクたちの宇宙戦争】木場明義監督
- 【ストーカーストーカー】村田啓司監督
- 【融解セヨ思考】武子直樹監督
- 【家族めし】山口晃三朗監督
- 【通夜のまえに】木村緩菜監督
- 【東京ブラッディベリージュースインシデント】大倉寛之監督

恋愛FILM部門上映作品
- 【＋、◯◯で逢えたら（仮）】西野波音監督
- 【恋は暴走】木村拓海監督
- 【東京ブラッディベリージュースインシデント】大倉寛之監督
- 【冬の海の声の記憶】高山康平監督
- 【さんぽ】スズキシンノスケ監督
- 【humoresque】丘澤絢音監督
- 【客観的恋愛談】全辰隆監督
- 【駆け抜けたら、海】十川雅司監督
- 【クジラの背中で話すコト】門田樹監督
- 【カレーの匂いがした】門田樹監督

ドキュメンタリーの日上映作品
- 【彼は誰時】谷本桃子監督
- 【ながれみ】谷本桃子監督
- 【紙の人びと ikazaki Washi Craftman】ko-ki karasudani監督
- 【移りゆく旅路　カザフ遊牧民を追って】磯部和弥監督
- 【夏空と銀色のブローチ】江畑香希監督
- 【マミーへのラブレター】長村ひかり監督

MV部門上映作品
- 【次回、納豆ファンク「叫んで！おまめ！」】music:納豆ファンク/近視のサエ子監督
- 【てら、テラ、寺】music:THE南無ズ、門田樹監督
- 【２５年ぶりの優勝】music: THE⭐︎バリュー兄弟、目黒貴之監督

## 西湘映画祭 Seisho Cinema Fes 8th（2025年度）
アニメーション部門を新設

短編部門
- グランプリ　【見られて(る)た】平岡亜紀 監督／曽雌康晴 監督
- ベストロケーション賞 【氷河期サウナ】吉田有佑監督
- ベストアクター【鳥谷宏之】逆さまの天才/西遼太郎監督
- ベストアクトレス【Mr.KEIKO】BARA/chavo監督
- ベストアクトレス【伊藤友希】死に者狂い/三重野広帆監督

中長編部門
・ グランプリ　【ライフ・イズ・ビューティフル・オッケー】石田忍道監督
- ベストロケーション賞 【私たちのオカルティックサマー】樋口翔一監督
- ベストアクター【田丸大輔】ライフ・イズ・ビューティフル・オッケー/石田忍道監督
- ベストアクトレス【掛橋七海】あなたと密会/矢部凛監督

コメディ部門
・グランプリ　【結婚の報告】阪本武仁監督
・コメディアン賞【門田樹】穴沢、どツボにハマる。/西井舞監督
・コメディアンヌ賞【寺田愛】最果ての犬/樽本克也監督
MV部門
・グランプリ【名前をつけたい 】music:青谷明日香/森本 J 遊矢監督

アニメーション部門
・グランプリ【ただいまを返す旅】村松大翔思監督

恋愛FILM部門
・グランプリ【うそつき】田村愛理監督
・ two wonderful（素敵な２人）賞
　【中澤龍】【優妃乃】アオイロの怪獣/三輪ココロ監督

短編部門上映作品
- 【結末】西村洋介監督
- 【フューチャー！フューチャー！】小嶋貴之監督
- 【密談長屋　Tenement of Secret Talk】Abu Shahed Emon監督
- 【まよなかの探しもの】武田明香里監督
- 【探偵は映画を見ない】渡邉高章監督
- 【死に者狂い】三重野広帆監督
- 【スマホの中のエイリアン】川中玄貴監督
- 【ボウルミーツガール】関 駿太監督
- 【アノサ カアサン】田野聖子監督
- 【逆さまの天才】西遼太郎監督
- 【BARA】chavo監督
- 【見られて(る)た】平岡亜紀監督／曽雌康晴監督
- 【氷河期サウナ】吉田有佑監督

中長編部門上映作品
- 【私たちのオカルティックサマー】樋口翔一監督
- 【あなたと密会】 矢部凜監督
- 【ライフ・イズ・ビューティフル・オッケー】石田忍道監督

コメディ部門上映作品
- 【正しい家族のつきあいかた】ひがし沙優監督
- 【結婚の報告】阪本武仁監督
- 【穴沢どつぼにハマる】西井舞監督
- 【ヒューマンマンVSセンスマン】ハヤト丸監督
- 【ヨーグルト日和】西村洋介監督
- 【英雄歯】飯塚貴士監督
- 【息子さんのつくもさん】鹿野洋平監督
- 【探偵は映画を見ない】渡邉高章監督
- 【Diversity Protopia】国海伸彦監督
- 【サリエルファンタジー】塩出太志監督
- 【アオイロの怪獣】三輪ココロ監督
- 【最果ての犬】樽本克也監督

アニメーション部門上映作品
- 【シリ城とカメおばぁ】しらとたけし監督
- 【まよなかの探しもの】武田明香里監督
- 【ルサンティール】小原正至監督
- 【誰もが青春を謳歌できるわけじゃない】長櫓生真監督
- 【英雄歯】飯塚貴士監督
- 【藍の約束】新渡つもり監督
- 【ただいまを返す旅】村松大翔思監督

恋愛FILM部門上映作品
- 【骨になるまで】横手花帆監督
- 【さんすうのもんだい】伊藤啓太監督
- 【十二景】高原修一監督
- 【海月の告白】渡辺萠花監督
- 【結婚の報告】阪本武仁監督
- 【うそつき】田村愛理監督
- 【アオイロの怪獣】三輪ココロ監督
- 【焦がれる深くて甘い沼】吉田有佑監督
- 【しだら】赤染萌監督
- 【epilogue】亀平菜緒監督

ドキュメンタリーの日上映作品
- 【Living】田中夢監督
- 【WALK-覚悟から生まれる道-】佐久間一璃監督
- 【凪が灯るころ～奥能登、珠洲の記憶～】有馬尚史監督
- 【復活の酒へ】マーティン監督

MV部門上映作品
- 【種】music:淳三/淳三監督
- 【珈琲の唄】music:ずんがん、北林佑基監督
- 【Dancing Ghost】music: ヘイブラウン、福田茜監督
- 【名前をつけたい】music:青谷明日香/森本 J 遊矢監督
- 【Far Day】music:南波虎哲、遠藤百華監督
- 【ヒーロー戦隊ザストロングパンタロンX feat.UZI、MCキントキ、村越周司、MCでこ八、HIDADDY（韻踏合組合）】music: ザストロングパンタロンX、飯塚貴士監督
- 【blue】music:girl gaze lazy/竹山由那監督